# Олімпіада Старша
Олімпіада Старша (*Ὀλυμπιάς, д/н —†361) — наречена імператора Константа, дружина царя Аршака II.

## Життєпис
Донька Флавія Аблабія, консула 331 року, преторіанського префекта Сходу. Її батько корситувався значним впливом за правління імператора Костянтина I. Завдяки цьому домовився про шлюб Олімпіади із молодшим сином імператора — Константом. Заручини відбулися незадовго до смерті Костянтина I.
Після смерті імператора у 337 році розпочалися заворушення, незабаром після них у 338 році батько Олімпіади загинув. Деякий час Олімпіада мешкала разом із Константом, проте той не одружувався на ній. Офіційно це пояснювалося тим, що імператор бажає зберегти чистоту. Насправді Константи був гомосексуалом, не цікавився жінками.
Після загибелі Константа у 350 році перебирається до Константинополя. У 358 році за наказом імператора Констанція II була видана заміж за Аршака II, царя великої Вірменії. Цим повинен був зкріпитися союз між двомами державами.
У 361 році Олімпіада сприяла укладанню союзу Вірменії з імператором Юліаном II у війні проти держави Сасанідів. За це, ймовірно, була отруєна перськими агентами.